# Grootofficieren van de Kroon van Frankrijk
De grootofficieren van de Kroon van Frankrijk zijn een aantal belangrijke officiële functies aan het koninklijk hof in Frankrijk tijdens de Bourbon-dynastie en tijdens de Bourbon-restauratie. 
Ze werden door de koning voor het leven benoemd (behalve de zegelbewaarder), en het ambt was niet overdraagbaar en niet erfelijk. 
De militaire titels, zoals maarschalk en admiraal van Frankrijk, waren ambten en geen militaire rangen.
Onder andere:
- sénéchal van Frankrijk (tot 1191)
- connétable van Frankrijk (tot 1626)
- kanselier van Frankrijk
- grootmeester van Frankrijk
- grootkamerheer van Frankrijk
- grootkamenier van Frankrijk (tot 1545)
- maarschalk van Frankrijk
- admiraal van Frankrijk
- kolonel-generaal
- zegelbewaarder van Frankrijk

(In het Frans worden zulke functies meestal met een hoofdletter geschreven)